# Michel Aymerich
 (août 2012).
Michel Aymerich (né au Maroc à Casablanca le 30 septembre 1958 et mort à Castelnau-le-Lez le 16 novembre 2023,) est photographe de faune sauvage et auteur d'ouvrages, notamment spécialisé dans la faune du Sahara. Il tient également deux blogs (l'un contenant des articles naturalistes, l'autre politiques). Il est à l'occasion  consultant, mais aussi organisateur d'expéditions naturalistes au Maroc, au Sahara et en Chine. C'est un naturaliste de terrain français passionné de faune sauvage, parcourant essentiellement le Maroc et le Sahara, mais également la Guinée  et la Chine qui fait partie de ses priorités .

Il se définit volontiers comme "politologue de formation et naturaliste par passion".
Il est cofondateur du GERES (Groupe d'Étude et de  Recherches des Écologistes Sahariens).

## Travaux
Michel Aymerich réside pendant 10 années, de 1988 à 1998, en Allemagne de l'Est, à Berlin où il étudie, milite, travaille et traduit de l'allemand en français.
En 1994, il publie à Berlin une longue contribution, Anfang einer Kapitulation? Zu Ursachen und Wirkung der Außenpolitik der DDR-Regierung im Spannungsfeld der Deutschlandpolitik der Sowjetregierung 1985-1989/90,  dans l'ouvrage collectif Die kurze Zeit des Utopie: die "zweite" DDR im vergessenen Jahr 1989-1990 édité par le professeur Siegfried Prokop. Sa contribution traite de la politique étrangère de la République démocratique allemande (RDA) dans son rapport partiellement conflictuel avec la politique étrangère allemande de l'Union soviétique. Les autres auteurs sont notamment Manfred Gerlach, Wolfgang Harich, Egon Krenz, Christa Luft, Günther Maleuda, etc. L'ouvrage est édité dans le cadre des activités de l'Alternative Enquête-Kommission deutsche Zeitgeschichte présidée par le philosophe Wolfgang Harich. 
En 2010, il publie Un désert plein de vie. Carnets de voyages naturalistes au Maroc saharien, avec pour coauteur Michel Tarrier. Puis il publie en 2012, en tant qu'auteur unique un second ouvrage: A la découverte de la faune du Maroc oriental. Itinéraires d'un naturaliste.  Ses deux ouvrages sur la faune du Maroc ont reçu un accueil très positif au Maroc, reflété par exemple par la remise en janvier 2011 au prince héritier Moulay Hassan  du premier de ses ouvrages par l'Agence pour la promotion et le développement économique et social des provinces du Sud du Royaume, cérémonie transmise par la télévision marocaine. Les deux livres ont également été offerts au Prince Moulay Rachid, frère du Roi Mohamed VI.
Outre ses écrits et ses nombreuses photographies, il réalise des vidéos, publiées sur sa chaine Youtube, consacrées à la présentation de quelques espèces animales méconnues (le Chat des sables) et mal-aimées comme les cobras.

## Engagement politique

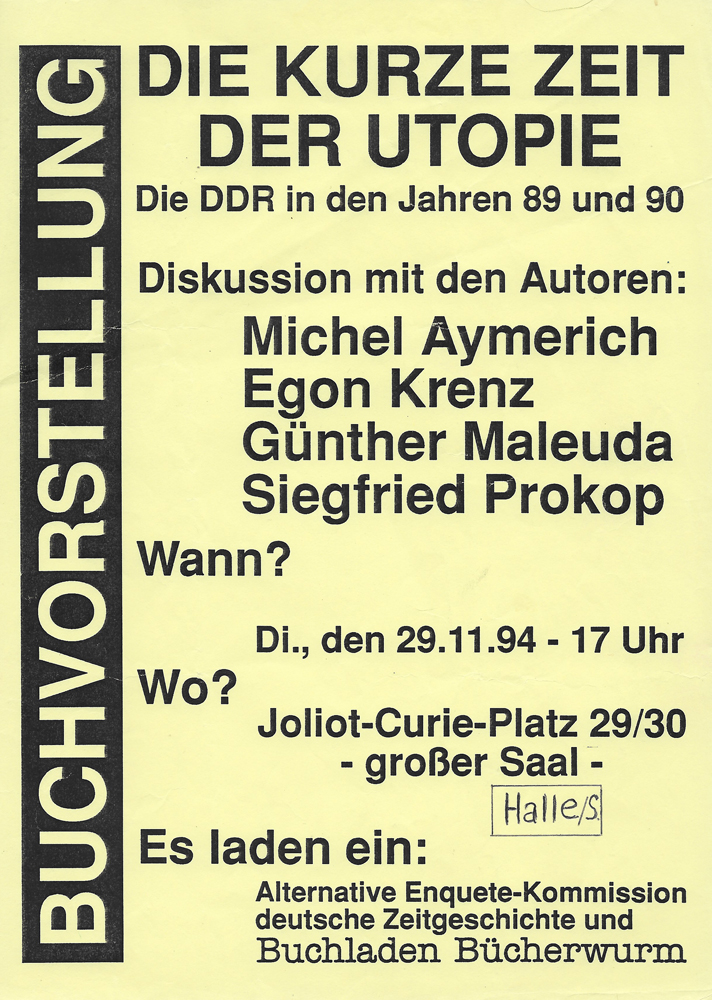
Affichette d'invitation à participer à une conférence de présentation du livre "Die kurze Zeit des Utopie"

Dans le cadre de son engagement au sein de l'Alternative Enquête-Kommission deutsche Zeitgeschichte présidée par le philosophe communiste Wolfgang Harich,  ancien opposant à Walter Ulbricht, Michel Aymerich publie en 1994 dans l'ouvrage collectif  "Die kurze Zeit des Utopie: die "zweite" DDR im vergessenen Jahr 1989-1990" une contribution remarquée  sur la politique étrangère de la République démocratique allemande (RDA) dans son rapport partiellement conflictuel avec la politique allemande des dirigeants de l'Union soviétique. 
La politique étrangère de Staline à Gorbatchev avait consisté essentiellement en une politique de grande puissance en lieu et place de ce que fut la politique internationaliste de  l'Union des républiques socialistes soviétiques de l'époque de Lénine et Trotsky. Elle conduisit, après l’élection au poste de secrétaire général du PCUS de Gorbatchev le 11 mars 1985, à accepter de sacrifier la RDA au plus tard dès 1987. Cette disposition des directions bureaucratiques successives de l''Union soviétique à sacrifier la RDA, traitée potentiellement comme une monnaie d'échange, s'était déjà exprimée à plusieurs reprises, déjà sous Staline en 1952, puis après sa mort de nouveau en 1953, 1958, 1963...
La présentation publique du livre Die kurze Zeit des Utopie à Berlin, puis à Halle, est abondamment traitée dans les journaux  et la participation de Michel Aymerich ne passe pas inaperçue.
Dans les années 1990, Michel Aymerich  milite à Berlin pour sauver la vie de Mumia Abu-Jamal, menacé d’exécution le 17 août 1995 par injection létale en Pennsylvanie. Revenu en France, il poursuit son activité contre la peine de mort, anime à Montpellier le Comité de soutien à Mumia, intervient dans des radios locales et écrit des articles.

## Engagement naturaliste
Michel Aymerich a beaucoup parcouru le Maroc et particulièrement le Sahara. Il accorde, dorénavant, une attention accrue à la faune de Chine...  
En 2004, il fonde avec Lahcen Mahraoui, Michel Tarrier, Elizaveta Borof-Aymerich, Jean Delacre et Laurent Marseault le Groupe d’Etude et de Recherches des Ecologistes Sahariens (GERES), une association des amis de la Station de recherches présahariennes d’Aouïnet-Torkoz au Maroc, "déclarée loi 1901 [qui] a pour but de concourir à promouvoir l’étude et la recherche portant sur la flore et la faune avec pour objectif de les mettre au service prioritaire de la sauvegarde des espèces et de leurs milieux.".
Plusieurs documentaires lui ont été consacrés en tout ou partie dans lesquels il prend la défense des mal-aimés, notamment les serpents, dont la sous-espèce de cobra présente au Sud du Maroc, le Cobra égyptien (ou Cobra d'Afrique du Nord), Naja haje legionis, fortement menacée.
Le premier documentaire est diffusé en 2005 sur la chaîne Ushuaïa TV dans la série Sentinelles de la nature: Le Maroc. Le second en 2006 dans le cadre de l'émission Faut pas rêver. Deux autres documentaires sont diffusésen 2012 (les épisodes 109 et 110) dans la série marocaine Amouddou. Le plus récent, de nouveau sur Ushuaïa-tv, date de mars et avril 2015. Il se passe également au Maroc.
Michel Aymerich est engagé dans la sauvegarde de la faune et des écosystèmes de ce pays. Il a été à l'initiative d'une pétition : Appel au boycott des spectacles de serpents et autres pratiques basées sur la maltraitance animale et l'exploitation de la biodiversité au Maroc qui a trouvé un large écho médiatique, reflété entre autres par la publication d'un article contenant des propositions d'une alternative à ces spectacles dans le journal marocain L'économiste.
"Tous ces spectacles ne sont qu'impostures et maltraitance des cobras, vipères heurtantes et couleuvres de Montpellier aux fins de la perpétration d'un spectacle moyenâgeux», se révolte M. Aymerich. «Il faut savoir que les serpents sont sourds et ne réagissent qu'aux gestes. Les seuls qui se dressent face à la flûte sont les cobras, non par goût de la musique, mais parce que se sentant menacés par toute présence hostile, ils adoptent instinctivement par comportement défensif, cette spectaculaire érection toute coiffe déployée», explique-t-il à l'AFP. "En plus, on leur enlève la plupart du temps leurs crochets venimeux ou leurs glandes, ce qui occasionne des abcès et une mort lente et douloureuse», assure-t-il. Mais, selon lui, crochets arrachés ou pas, les serpents sont terriblement stressés par les manipulations et le gavage et meurent après quelques semaines alors que la durée de vie de ces reptiles et de 12 à 15 ans."